# اچ‌ای ۱۳۵
اچ‌ای ۱۳۵ (به انگلیسی: Hamburger_Flugzeugbau_Ha_135) یک هواگرد ملخ‌پیشین تک‌موتوره از نوع هواگرد آموزشی ساخت شرکت Hamburger Flugzeugbau است. هواگرد اچ‌ای ۱۳۵ نخستین پروازش را در ۲۸ آوریل ۱۹۳۴ میلادی انجام داد. در مجموع، تعداد ۶ فروند از این هواگرد ساخته شده‌است.